# ZX Interface 2

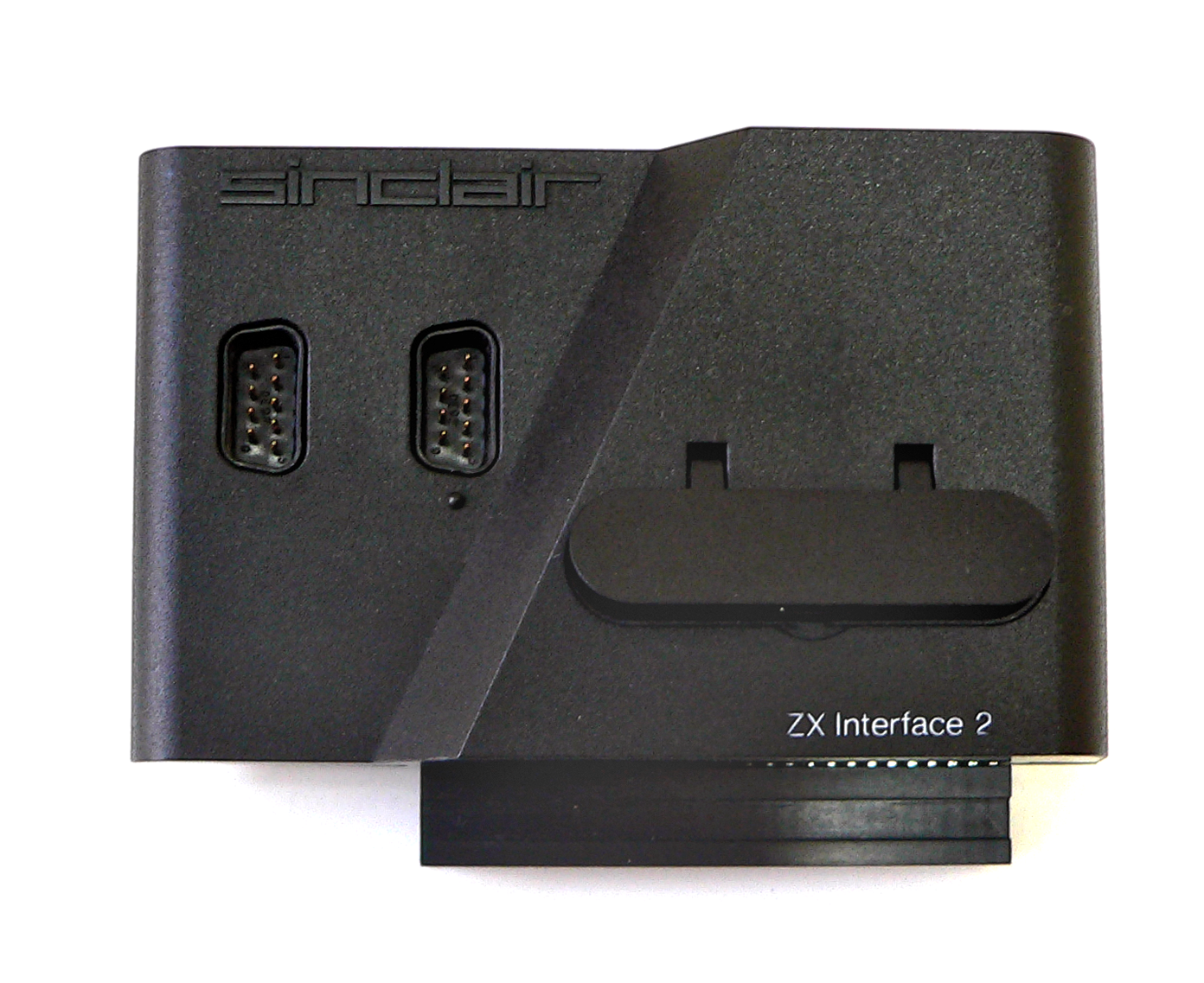
ZX Interface 2

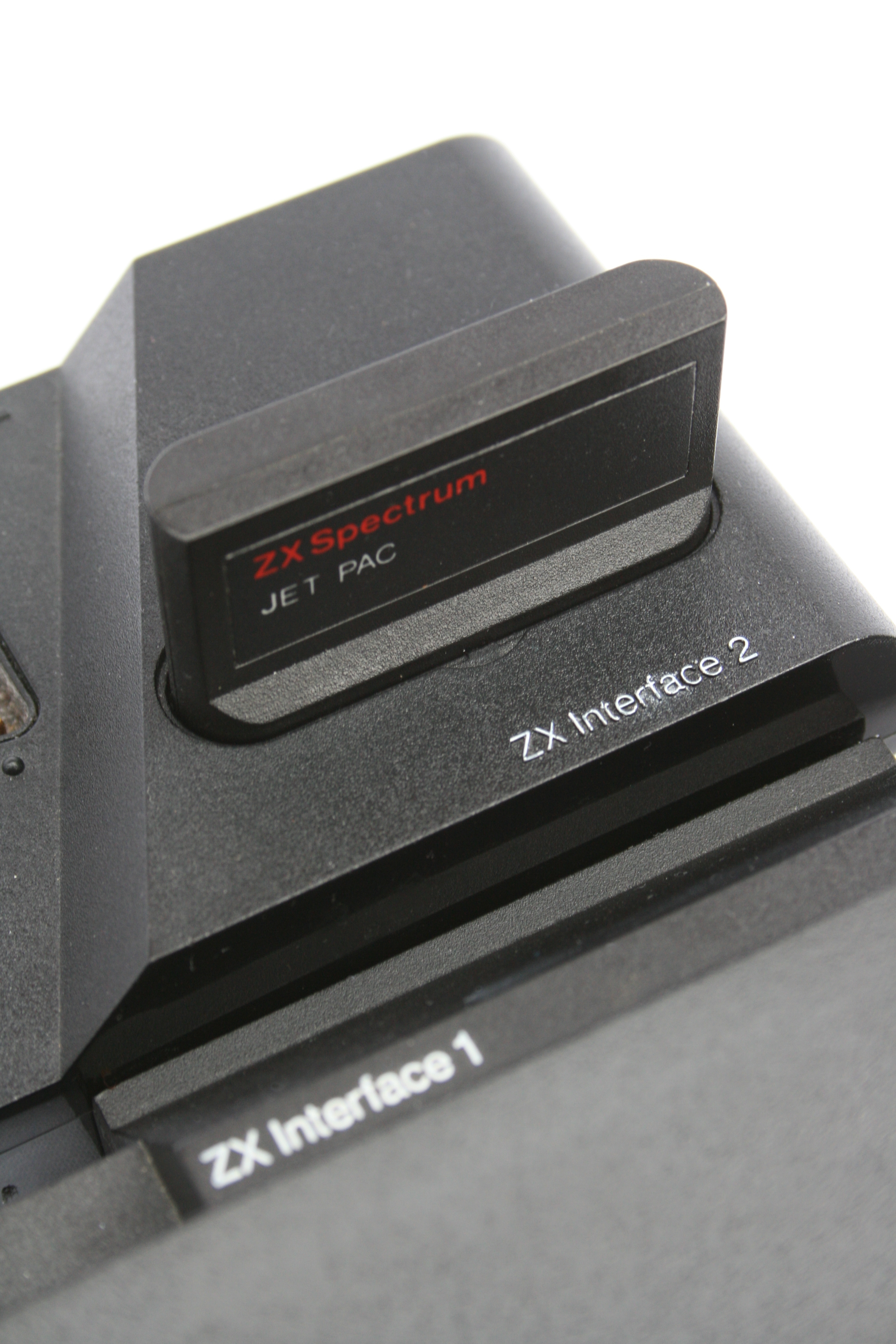
ZX Interface 2 connessa a una ZX Interface 1, e con inserita una cartuccia del videogioco Jet Pac

La ZX Interface 2 è una periferica di Sinclair Research per lo ZX Spectrum, lanciata nel settembre 1983 sul mercato britannico e in seguito all'estero. È finalizzata soprattutto all'utilizzo del computer per i videogiochi, in quanto fornisce due porte joystick e una porta per cartucce.

## Descrizione
Fornisce lo Spectrum di due porte joystick e di uno slot per cartucce ROM, che azzera i tempi di caricamento. Simula la pressione sui tasti numerici (da 1 a 5 e da 6 a 0, rispettivamente sinistra, destra, giù, su, fuoco per i joystick "sinistro" e "destro") e quindi erano ideali per i giochi che non supportavano ufficialmente un joystick ma in cui i tasti potevano essere ridefiniti.
Le porte joystick non sono compatibili con l'interfaccia Kempston; pertanto non funzionano con la maggior parte dei giochi per lo Spectrum pubblicati prima del lancio della ZX Interface 2. Inoltre, il connettore passante del bus d'espansione è ridotto, consentendo così di collegare soltanto una ZX Printer.

## Software compatibile
La scelta di software su cartuccia era molto limitata: il costo di un gioco su cartuccia era circa il doppio dello stesso su cassetta. Inoltre la capacità massima delle cartucce è di 16 KiB: questo la rese quasi immediatamente obsoleta, in quanto la maggior parte degli Spectrum venduti, obiettivo dei produttori di software, era da 48K.
Furono distribuiti solo dieci giochi su cartuccia, di cui quattro novità:
1. Backgammon
2. Chess
3. Cookie (novità)
4. Horace and the Spiders
5. Hungry Horace
6. Jetpac (novità)
7. Planetoids
8. Pssst! (novità)
9. Space Raiders
10. Tranz Am (novità)

Paul Farrow ha dimostrato che è possibile autoprodurre cartucce ROM compatibili col dispositivo.